# Veli Iž
Veli Iž – wieś w Chorwacji, w żupanii zadarskiej, w mieście Zadar. W 2011 roku liczyła 400 mieszkańców.